# Далматинско Академско друштво Биоково у Грацу
Далматинско Академско друштво Биоково у Грацу из 19. вијека, било је удружење студената из Далмације, који су студирали у Грацу.

## Историја
Лазар Томановић је био један од предсједника овог друштва. Први пут се с тим друштвом срео 1871. године. Три Биоковца су дошла по њега да буде њихов члан. Рекао им је да је члан Србадије, а они су му одговорили: Тако боље, па ћемо и ми с тобом у Србадију. Ђоко Красојевић је говорио: Ево Лаза с Далмацијом! Биоково није имало никаквих односа са друштвом Хрватска. Позвали су га као једног Далматинца из друштва Србадија и изабрали га себи за предсједика, иако је био једини православац у том друштву. Само један Далматинац (Ботери) је био члан Хрватске (студентског друштва). Ботери је имао обичај да свраћа у гостионоцу гдје су Биоковци долазили, само да би Лазара провоцирао да су га Срби купили. Томановић на то није ништа одговорио, само је промијенио стол за објед, а за њим су кренули сви чланови друштва Биоково. Ботери је остао сам за столом, па се више с њима није ни дружио. Касније су га питали да ли би му сметало да Ботери с њима слави Силевстрово, потврдно је одговорио и испоштовали су Лазареву вољу да не зову овог Далматинца. Сродили су се са Србадинцима. Словенци су имали своју Словенску Беседу. Биоково и Србадија су представљали словенство међу Буршевствима (бурш-слушалац универзитета, бруцош). Један Биоковац био је Лазарев садруг Николо Томазео. У то вријеме је друштво имало око 40 чланова. Млади људи су долазили углавном из гимназија Сплита и Шибеника, а било је и докторанада. Томановић је ту имао много другова из гимназије у Задру, коју је раније похађао. Он наводи то вријеме као оно у коме је владала народна свијест у Далмацији, без обзира на вјеру, и са згрожавањем је констатовао да је Трумбић касније приморје назвао најхрватскијим. За то је оптужио државне органе Хабзбуршке монархије и религиозне фанатике, уз тврдњу да је Беч похрватио католичко приморје. Између тих друштава је било сарадње, па је тако Словенска Беседа позвала Биоково на забаву у Понтигам.
Славко Перовић наводи податак да је Томановић био први предсједник овог српског удружења.